# Fernandezina
Fernandezina é um gênero de aranha encontrado na América do Sul, pertencente à família Palpimanidae. Foi descrito por Bibarén em 1951. Pode ser caracterizado pelo fêmur não expandido de machos e fêmeas e pelo escudo dorsal abdominal estendido posteriormente nos machos. Os indivíduos possuem possui tufos de garras nas pernas posteriores, compostos por cerdas de estrutura variável.
A espécie-tipo é Fernandezina pulchra, descrita juntamente com o gênero, em 1951. O holótipo foi depositado no Museo Argentino de Ciencias Naturales "Bernardino Rivadavia". O gênero já foi revisto em 1975 e em 1999.
Em 1999 foram descritas as espécies Fernandezina dasilvai, Fernandezina ilheus, Fernandezina maldonado. F. dasilvai foi escaneada com microscópio eletrônico, permitindo identificar os tufos presentes no gênero.
Em 2013 foi apresentada a fêmea de F. pulchra junto com ilustrações de machos e fêmeas da espécie. Com base nisso, foi possível identificar que espécimes coletados anteriormente atribuídos àquela espécie, na verdade pertenciam a outra. Assim, em 2014 a espécie F. nica foi descrita, com base em indivíduos coletados na mata de araucária do Centro de Pesquisas e Conservação da Natureza PRÓ-MATA em São Francisco de Paula, no Rio Grande do Sul.